# Hyloxalus subpunctatus
Espèce
Synonymes
- Prostherapis subpunctatus Cope, 1899
- Colostethus subpunctatus (Cope, 1899)
- Prostherapis variabilis Werner, 1899
- Prostherapis tarsalis Werner, 1916
- Phyllobates subpunctatus walesi Cochran & Goin, 1970

Statut de conservation UICN

 LC  : Préoccupation mineure
Hyloxalus subpunctatus est une espèce d'amphibiens de la famille des Dendrobatidae.

## Répartition
Cette espèce est endémique de Colombie. Elle se rencontre dans les départements de Cundinamarca, de Boyacá et de Meta entre 2 100 et 3 500 m d'altitude dans la cordillère Orientale.

## Description

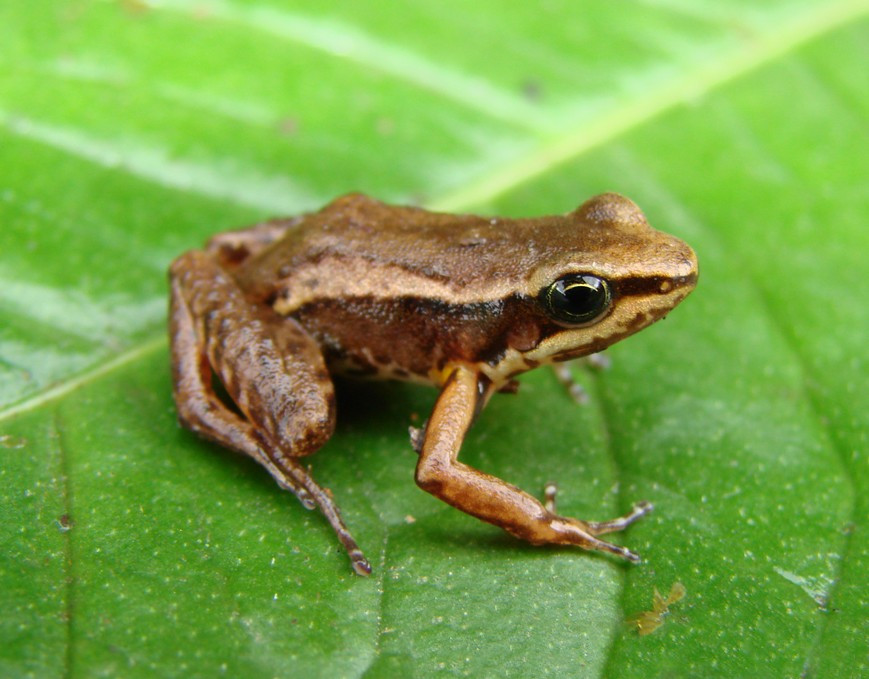
Hyloxalus subpunctatus

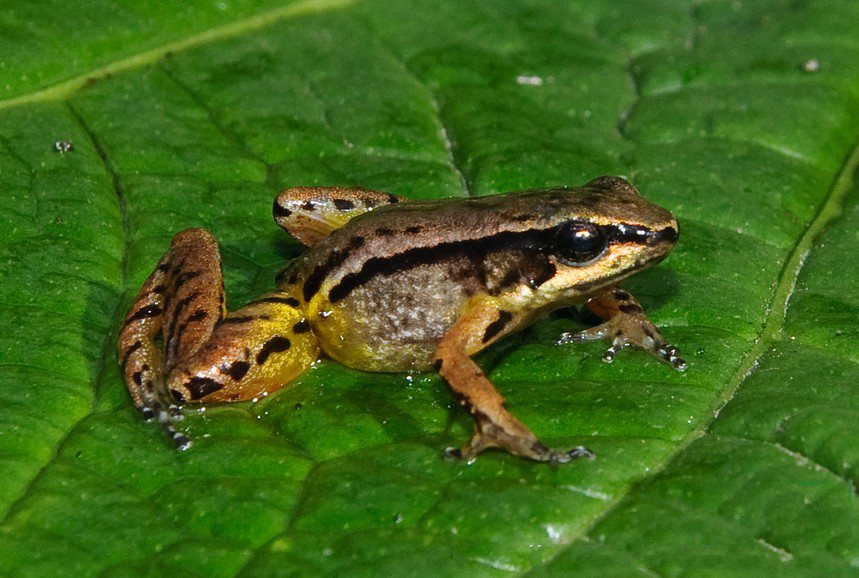
Hyloxalus subpunctatus

L'holotype mesure 43 mm

## Publication originale
- Cope, 1899 : Contributions to the herpetology of New Grenada and Argentina, with descriptions of new forms. The Philadelphia Museums Scientific Bulletin, no 1, p. 1-19 (texte intégral posthume).